# 小行星4180
小行星4180（4180 Anaxagoras）是一颗绕太阳运转的小行星，为主小行星带小行星。该小行星于1960年9月24日发现。

## 轨道参数
小行星4180的轨道半长轴为2.6095741 UA，离心率为0.192。